# Produtos de terapias avançadas
Produtos de Terapias Avançadas, ou PTAs, são medicamentos baseados em terapia celular, terapia genética ou engenharia de tecidos.

São definidos pela Anvisa como:
[...] produtos farmacêuticos, da classe dos produtos ou medicamentos biológicos, obtidos a partir de células e tecidos humanos que foram submetidos a um processo de fabricação; ou que consistem em ácidos nucleicos recombinantes e que tem como objetivo regular, reparar, substituir, adicionar, deletar ou editar uma sequência genética ou modificar a expressão de um gene.
No Brasil, o marco regulatório desenvolvido pela Anvisa é formado pelas seguintes normas:
- IN 270/2023 - dispõe sobre as boas práticas de fabricação complementares aos produtos de terapias avançadas;
- RDC 506/2021[2]- estabelece regras para a realização de pesquisas clínicas com produto de terapia avançada investigacional no Brasil; e
- RDC 505/2021[3] - dispõe sobre o registro de produto de terapia avançada.

Na Europa, os critérios aos quais um medicamento deve estar em conformidade para ser classificado como um Produto de Terapia Avançada são definidos no Artigo 17 do Regulamento (CE) n.º 1394/2007 da Comissão Europeia . 